# 福善庄乡
福善庄乡，曾是中华人民共和国山西省朔州市朔城区下辖的一个乡镇级行政单位。2021年5月，撤销福善庄乡，分别并入贾庄乡、南榆林乡、滋润乡。将原福善庄乡的大岱堡、长润、下水、黄水河、辛村、东小寨、里林庄、小坝、计庄、福善庄、小岱堡11个村委会划归贾庄乡管辖；将南辛庄、北辛庄2个村委会划归南榆林乡管辖；将安子、西郡、桑干河3个村委会划归滋润乡管辖。

## 行政区划
福善庄乡下辖以下地区：
福善庄村、野狐梁村、小岱堡村、大岱堡村、长润村、下水村、白庄村、安子村、黄水河村、辛村、东小寨村、里林庄村、西郡村、寺科村、小坝村、计庄村、东孙家嘴村、南辛庄村、北辛庄村和白圐圙村。